# Bảo tàng Thủ công mỹ nghệ và Cổ vật Śląskie tại Wrocław

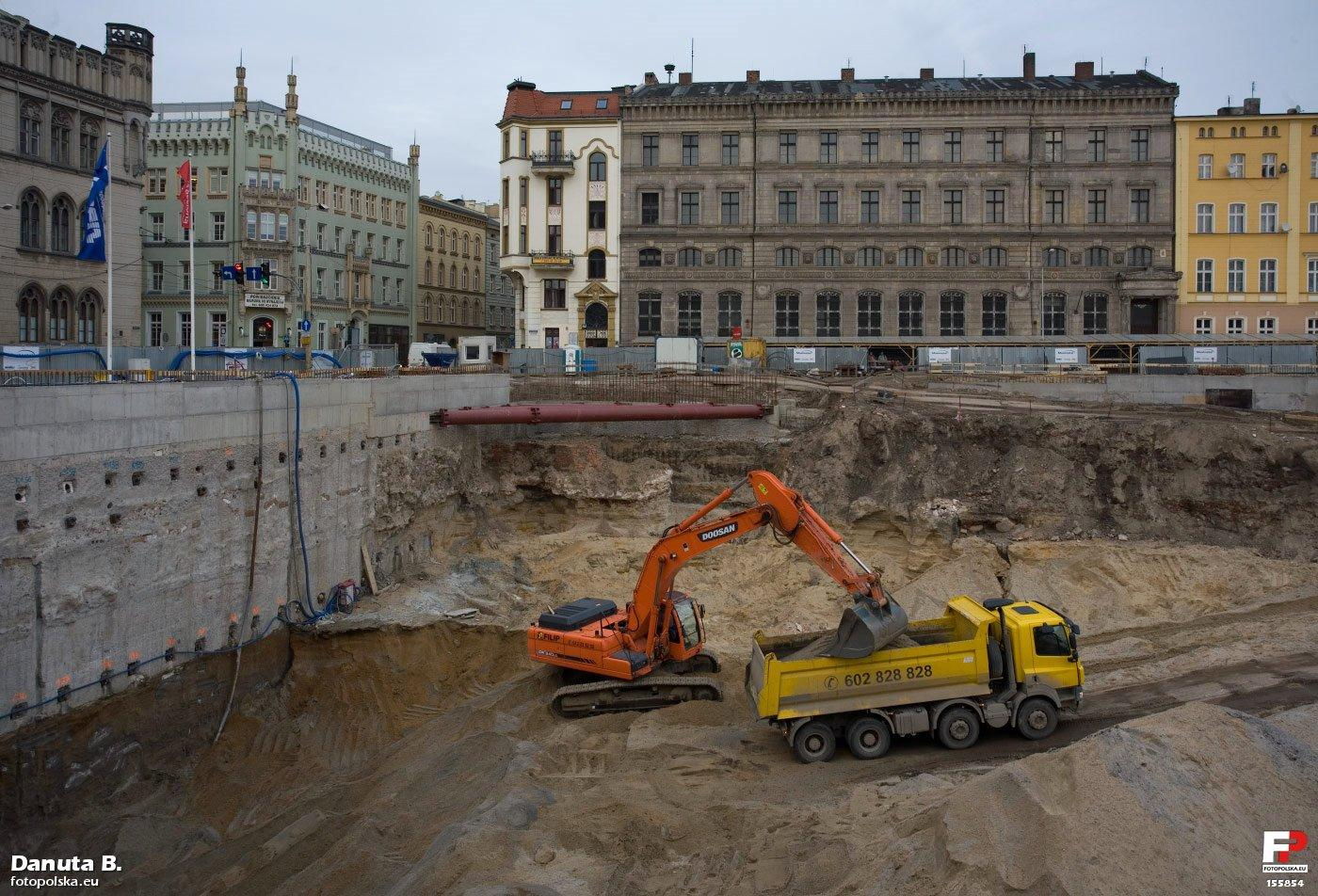
Địa điểm của Bảo tàng Thủ công mỹ nghệ và Cổ vật Śląskie trước đây. Công trình Diễn đàn Âm nhạc Quốc gia xây dựng trên nền đất của bảo tàng xưa (ảnh chụp năm 2010)

Bảo tàng Thủ công mỹ nghệ và Cổ vật Śląskie tại Wrocław (tiếng Ba Lan: Śląskie Muzeum Rzemiosła Artystycznego i Starożytności we Wrocławiu; tiếng Đức: Schlesisches Museum für Kunstgewerbe und Altertümer in Breslau) là một bảo tàng không còn tồn tại. Nơi đây đã từng trưng bày vật dụng thủ công mỹ nghệ. Bảo tàng tọa lạc tại Quảng trường Wolności ở Wrocław, hoạt động trong những năm 1858–1945.

## Lịch sử
Năm 1858, một quỹ tư nhân chịu trách nhiệm thu thập các thủ công mỹ nghệ cho tổ chức Bảo tàng Cổ vật Śląskie (Museum schlesischer Altertümer). Từ ngày 1 tháng 4 năm 1895, nhiệm vụ này do Tỉnh Śląskie thuộc Vương quốc Phổ  tiếp quản. Bộ sưu tập gồm các phát hiện khảo cổ học từ vùng Śląskie từ thời đại đồ đá mới đến thế kỷ 12, bộ sưu tập tiền xu, các sản phẩm nghệ thuật thời Trung Cổ và Phục Hưng, tác phẩm nghệ thuật thiêng liêng (ví dụ: Bàn thờ Saint Barbara), v.v. Một phần của bộ sưu tập nằm trong "Bảo tàng Nghệ thuật và Cổ vật Hoàng gia" (tiếng Ba Lan: Królewskiego Muzeum Sztuki i Starożytności, tiếng Đức: Königliches Museum für Kunst und Altertümer) trước đây. Cơ sở tạm thời của bảo tàng không đủ không gian chứa toàn bộ bộ sưu tập .
Vào tháng 8 năm 1896, Heinrich von Korn đã quyên góp 500.000 mác Đức để mua Tòa nhà Quốc hội Śląskie (nay là khuôn viên Quảng trường Wolności) để xây dựng bảo tàng. Sau khi xây dựng lại tòa nhà này, vào ngày 27 tháng 11 năm 1899, Bảo tàng Nghệ thuật Trang trí và Cổ vật Śląskie chính thức mở cửa tại đây .
Trong cuộc bao vây Festung Breslau, bảo tàng gần như bị phá hủy hoàn toàn. Trong chiến tranh, hầu hết các bộ sưu tập đều bị hư hại, cướp phá hoặc thất lạc. Chỉ còn vài bộ sưu tập hiện đang trưng bày trong bảo tàng ở Wrocław và Warszawa (tại Bảo tàng Thành phố Wrocław, Bảo tàng Quốc gia ở Wrocław và Bảo tàng Quốc gia ở Warszawa). Từ năm 2009 đến năm 2015, công trình Diễn đàn Âm nhạc Quốc gia xây dựng trên khu đất của bảo tàng cũ .